# La Romana (Spagna)
La Romana è un comune spagnolo di 2 407 abitanti situato nella comunità autonoma Valenciana.